# Grazita Hettinger
Hermine Grazita Hettinger (* 27. Mai  1908 in Delmenhorst; † 24. Dezember 2000 in Riehen, Schweiz) war eine Schweizer Theater- und Filmschauspielerin.

## Leben
Als Tochter des Basler Linoleum-Händlers Hellmuth Hettinger-Meyer wurde Grazita Hettinger in Paris als Musikerin ausgebildet. Die anschliessende Schauspiel-Ausbildung führte sie nach Berlin, wo sie unter anderem mit Maria Koppenhöfer und S. O. Schoening zusammenarbeitete. 1936 war sie in einer Nebenrolle in der Filmkomödie Intermezzo zu sehen.
Nach Engagements am Stadttheater Aarau und dem Berliner Schillertheater kehrte sie zurück in die Basler Region und eröffnete nach dem Krieg in Lörrach ein eigenes kleines Theater, wo sie wiederum mit Schoening zusammenarbeitete. Neben dieser Tätigkeit war sie als Geschäftsführerin der familieneigenen Nähseidenfabrik Ruvera in Lörrach-Stetten tätig, später widmete sie sich vollständig dieser Aufgabe.
Grazita Hettinger war zeitweise mit dem Journalisten und Fernsehreporter Wolf Littmann verheiratet. Aus der Ehe stammt der gemeinsame Sohn Klaus Littmann, der als Kulturvermittler 2002 mit dem Kulturpreis der Stadt Basel ausgezeichnet wurde.